# Michael Bach
Michael Richardson Bach (født 25. juli 1960 i New York City, New York, USA) er en amerikansk tidligere roer.
Bach vandt en sølvmedalje i firer med styrmand ved OL 1984 i Los Angeles. Thomas Kiefer, Gregory Springer, Edward Ives og styrmand John Stillings udgjorde bådens øvrige besætning. I finalen blev den amerikanske båd besejret af Storbritannien, der vandt guld, mens New Zealand fik bronze. Det var det eneste OL han deltog i.

## OL-medaljer
- 1984:  Sølv i firer med styrmand